# Boeddhistische psychologie
Boeddhistische psychologie is een pleonasme voor de onderdelen van de boeddhistische leer die de werking van de menselijke geest beschrijven. Er is geen strikt onderscheid tussen boeddhistische psychologie en boeddhistische filosofie. Het doel is pragmatisch: inzicht verkrijgen in het menselijk lijden, en hierdoor zien hoe het lijden opgeheven kan worden.

## Basis
Boeddhisme ìs psychologie. Het biedt een beschrijving van de werking van de menselijke geest, waarin het ontstaan van dukkha, lijden, en de manier om dit lijden op te heffen, centraal staat. Hiertoe beschrijft het de menselijke waarneming, en de wijze waarop wij betekenis geven aan die waarneming. Deze betekenisgeving is volgens het boeddhisme niet objectief of neutraal, maar wordt gekleurd door gevoelens en verlangens, waardoor we willen dat onze ervaringen anders zijn dan ze zijn. Dit veroorzaakt dukkha. De manier om dit verlangen uit te laten doven is door onze ervaringen te zien zoals zijn, en door onze geest te kalmeren middels correct gedrag en meditatie-oefeningen.

## Verschillende beschrijvingen
In de suttapitaka, de oudste verzameling van boeddhistische soetra's, bestaan verschillende beschrijvingen van de werking van de menselijke geest. Deze staan niet los van elkaar, en sluiten elkaar ook niet uit. In de abhidhamma zijn deze beschrijvingen verzameld en gesystematiseerd. De Mahayana-traditie heeft deze beschrijvingen aangevuld en uitgebreid, met name in de Yogacara-traditie.

### Nama-rupa
Nama-rupa is een Indiaas begrip dat al voor het boeddhisme bestond. Het is samengesteld uit de begrippen nama en rupa.
Rupa betekent zichtbare of tastbare vorm of lichaam, de concrete existentie.
Nama heeft verschillende betekenissen, waaronder taal, denkvermogen en organisatie. Het duidt het geheel van mentale factoren plus bewustzijn aan. Nama staat dus voor het denkvermogen, het betekenis-geven aan onze ervaringen.
Nama-rupa betekent daarmee dus zoveel als intelligent lichaam, of betekenisgevende vorm. Het duidt aan dat de mens meer is dan een lichaam, of een soort machine die alleen maar waarneemt. We zijn concreet aanwezige vormen die actief betekenis geven aan wat ons overkomt en richting geven aan ons handelen.
Overigens impliceert de term nama-rupa niet een tweedeling tussen lichaam en geest als twee afzonderlijke entiteiten, hoewel idealistische filosofieën wel die kant op neigen.

### Vijf skhandas
De vijf skhandas is een exactere indeling om nama-rupa te beschrijven. Het zijn vijf groepen van onderdelen van nama-rupa, die samen de menselijke persoon vormen. Dit zijn:
Rupa
- Rupa - lichaam, materie, vorm

Nama
- Vedana - gewaarwording, de zintuiglijke ervaring
- Samjna - cognitie, weten (jna), het construeren van een voorstelling uit de zintuiglijke ervaring
- Samskara - opwellingen, bestaande uit voorstellingen, verlangens en begeerten, die het menselijk gedrag sturen
- Vijnana - het bewustzijn, dat ontstaat uit de gewaarwording, perceptie en opwellingen

Door zintuiglijke waarneming ontstaan er dus voorstellingen, waarna er betekenis wordt gegeven aan deze voorstellingen en we overgaan tot (ondoordacht) gedrag.
In deze vijf groepen is er geen onveranderlijke essentie aan te wijzen die ik of zelf kan worden genoemd. Dit is een contra-intuïtieve notie, die botst met ons dagelijkse zelfbesef. Het betekent niet dat er niets bestaat, maar slechts dat er geen essentie is die beetgegrepen kan worden.

### Zes zintuigen
Er zijn zes zintuigen, met bijbehorende objecten en bewustzijn. Oog, oor, neus, tong, en tast zijn de vijf bekende zintuigen. De tippitaka noemt daarnaast de gewaarwording van ideeën als een zesde zintuig.

### Bewustzijnslagen
De Yogacara-leer beschrijft de menselijke waarneming uitvoeriger aan de hand van acht bewustzijnslagen. Dit zijn:
- 1-5: Vedana-samjana - waarneming: oog-, oor-, neus-, tong-, lichaamsbewustzijn
- 6: Samjana - cognitie: het omzetten van de zintuiglijke indrukken naar beelden
- 7: Manas - denkende geest: betekenisgeving
- 8: Alayavijñāna - pakhuisbewustzijn: de opslagplaats van herinneringen en (aangeleerde) betekenissen.

Vasubandhu noemt waarneming-perceptie pravrtti. Het is niet alleen waarneming-perceptie, maar ook de basale of 'iets' aangenaam of onaangenaam of neutraal is.
Hij gebruikt de term mana (niet te verwarren met nama) voor het denkende bewustzijn. Hier ontstaat de illusie van een afzonderlijk zelf.
Alaya-vijnana is het pakhuis-bewustzijn, de opslagplaats van herinneringen en ideeën, maar ook van de karmische 'zaden', de latente resultanten van gedrag uit het verleden die in de toekomst tot uiting komen.
De alaya bevat ook nog 'pure zaden'. Dit zijn de zaden waaruit het ontwaken mogelijk is. Deze pure zaden bevinden zich in de param-alaya, "het bewustzijn voorbij [het gewone bewustzijn]". De she-lun school zag dit als een negende, 'zuiver' bewustzijn. Het ligt voorbij alle dualismen, en is gelijk aan nirvana en sunyata. Het is een niveau dat voorbij het persoonlijke niveau gaat. Het is een universele werkelijkheid die in alle levende wezens zit.

Centraal in deze beschrijving staat dus het onderscheid tussen automatische waarneming en perceptie, en de denkende geest die actief betekenis geeft aan de ervaring:
"Subjectivity is the key-note of Buddhism. From the very outset Buddhism had been subjectivistic and critical [...] Subjectivity [...] entails a constructive mechanism of thought".
Het is deze denkende geest die de betekenisvolle wereld creëert waarin wij functioneren. Maar het is ook deze geest waar dukkha ontstaat, het verlangen dat situaties anders zijn dan ze zijn.

### Overzicht van de vier beschrijvingen
De vier modellen kunnen als volgt met elkaar vergeleken worden:

## Prajna en bodhi
Door waarneming en analyse kan de mens inzicht krijgen in de werking van de geest, maar het is een intuïtief inzicht dat leidt tot prajna en bodhi:
"Rooted in phenomena as we are, we could not even have an inkling of anything transcending it. The knowledge of the Real can therefore only be revealed. The cue is alogical, not logical".
Prajna is het intuïtieve inzicht in de drie karakteristieken van het bestaan: dukkha, anatta, acitta (onbevredigend, zonder zelf, altijd veranderend).
Bodhi (ontwaken) is het inzicht in de Vier nobele waarheden: er is onbevredigdheid, dit komt door ons verlangen dat de 'dingen' anders zijn dan ze zijn, maar dit verlangen kan tot rust worden gebracht, door het volgen van het achtvoudige pad.

## Vergelijking met westerse psychologie
Er zijn overeenkomsten aan te wijzen tussen de boeddhistische psychologie en de westerse psychologie.
Waarneming en perceptie worden onderzocht en beschreven door de cognitieve psychologie. Hierbij wordt ervan uitgegaan dat de menselijke geest representaties maakt van de waarneming, en deze representaties gebruikt voor een snelle herkenning van situaties. Maar deze representaties kunnen ook leiden tot inschattingsfouten en vooroordelen.
Betekenisgeving als subjectieve aangelegenheid wordt beschreven door het sociaal-constructionisme en door de narrativiteitstheorie. Sociaal-constructionisme gaat ervan uit dat we actief betekenis geven aan onze waarneming. De betekenissen die we gebruiken worden overgeleverd door de cultuur, en machtsfactoren bepalen mede welke betekenis de waarneming krijgt. Narrativiteitstheorie stelt dat we verhalen maken van onszelf: een opeenvolging van situaties en verbanden rondom een plot dat betekenis geeft aan het verhaal.
Attributie-theorie, het toekennen van betekenis aan onze ervaring, gaat ook over betekenisgeving als subjectieve aangelegenheid.
De ontwikkeling van de menselijke geest wordt beschreven in de ontwikkelingspsychologie. Aandacht voor de ontwikkeling van het denken is er in de ontwikkelingstheorie van Piaget, de levenslooppsychologie van Erikson, Structural Stage Theory, en de ontwikkeling van afweermechanismen.
Er zijn westerse psychotherapeuten die zoeken naar een integratie van westerse psychotherapie en de boeddhistische leer. Centraal hierbij staan de inzichten over dukkha en het ontstaan hiervan, de ontwikkeling van zelfbeelden, en de toepassing van vipassana.
De auteur Daniel Goleman heeft in de jaren 1970 in Azië persoonlijke ervaringen opgedaan met het Boeddhisme. Over zijn ervaringen met meditatie heeft hij gepubliceerd. Maar ook in zijn boeken over psychologie zijn deze boeddhistische invloeden terug te herkennen: de invloed van emoties op ons handelen, en de manier waarop we onze eigen werkelijkheid construeren.

## Verder lezen
- Kalupahana, David J. (1992),A history of Buddhist philosophy. Delhi: Motilal Banarsidass Publishers Private Limited
- Kochumuttom, Thomas A. (1999), A buddhist Doctrine of Experience. A New Translation and Interpretation of the Works of Vasubandhu the Yogacarin. Delhi: : Motilall Banarsidass Publishers
- Welwood, John (2000), Psychologie van de ontwaking. Boeddhisme, psychotherapie, persoonlijke en spirituele transformatie. Servire